# Приморський Посад
Примо́рський Поса́д — село в Україні, у Приазовській селищній громаді Мелітопольського району Запорізької області. Населення становить 455 осіб. До 2020 року орган місцевого самоврядування — Приморсько-Посадська сільська рада.

## Географія

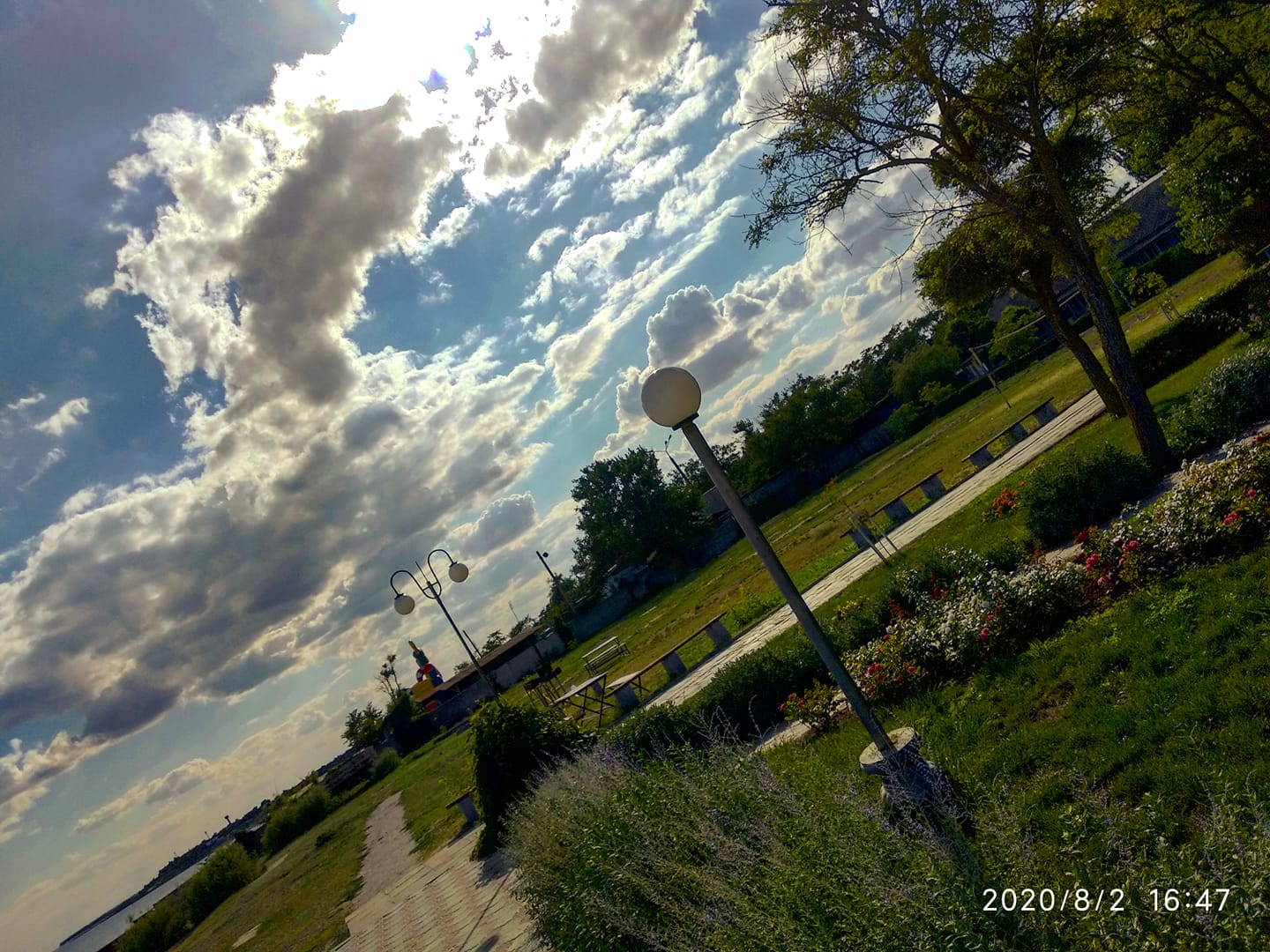
Краєвид села Примоський Посад

Село Приморський Посад розташоване за 1 км від лівого берега річки Домузла і берега Азовського моря, на протилежному березі річки — село Новокостянтинівка. Річка в цьому місці дуже заболочена, утворює урочище Тубальський лиман. Селом тече пересихаючий струмок із загатами.

## Історія
Село засноване у 1870 року під первинною назвою Старовірівка.
1872 року — перейменоване в село Матроска.
1873 року — перейменоване в село Попівка.
1918 року — перейменоване в село Приморський Посад.
12 червня 2020 року, відповідно до розпорядження Кабінету Міністрів України № 713-р «Про визначення адміністративних центрів та затвердження територій територіальних громад Запорізької області», Приморсько-Посадська сільська рада об'єднана з Приазовською селищною громадою.
17 липня 2020 року, в результаті адміністративно-територіальної реформи та ліквідації Приазовського району, село увійшло до складу Мелітопольського району.

## Населення
Серед українського населення села побутує степовий говір. Особливості місцевої говірки досліджувала Пачева В. М.

## Економіка
- Біля села знаходиться Ботієвська вітрова електростанція — одна з найбільших в Європі.
- База відпочинку «Факел».
- База відпочинку «Дельфін».
- База відпочинку «Рибачий».
- База відпочинку «Хуторок».
- Пансіонат «Чарлі».
- Агрофірма «Степанівка».
- Приватний пансіонат «Кристал-клас».
- Дачне містечко «Схід+».

## Об'єкти соціальної сфери
- Школа I—II ст.
- Будинок культури.
- Амбулаторія.

## Галерея

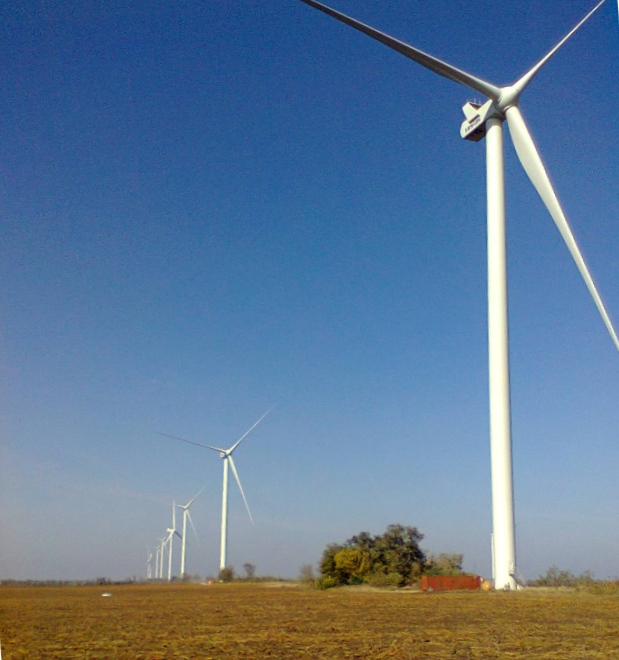
Ботієвська вітрова електростанція
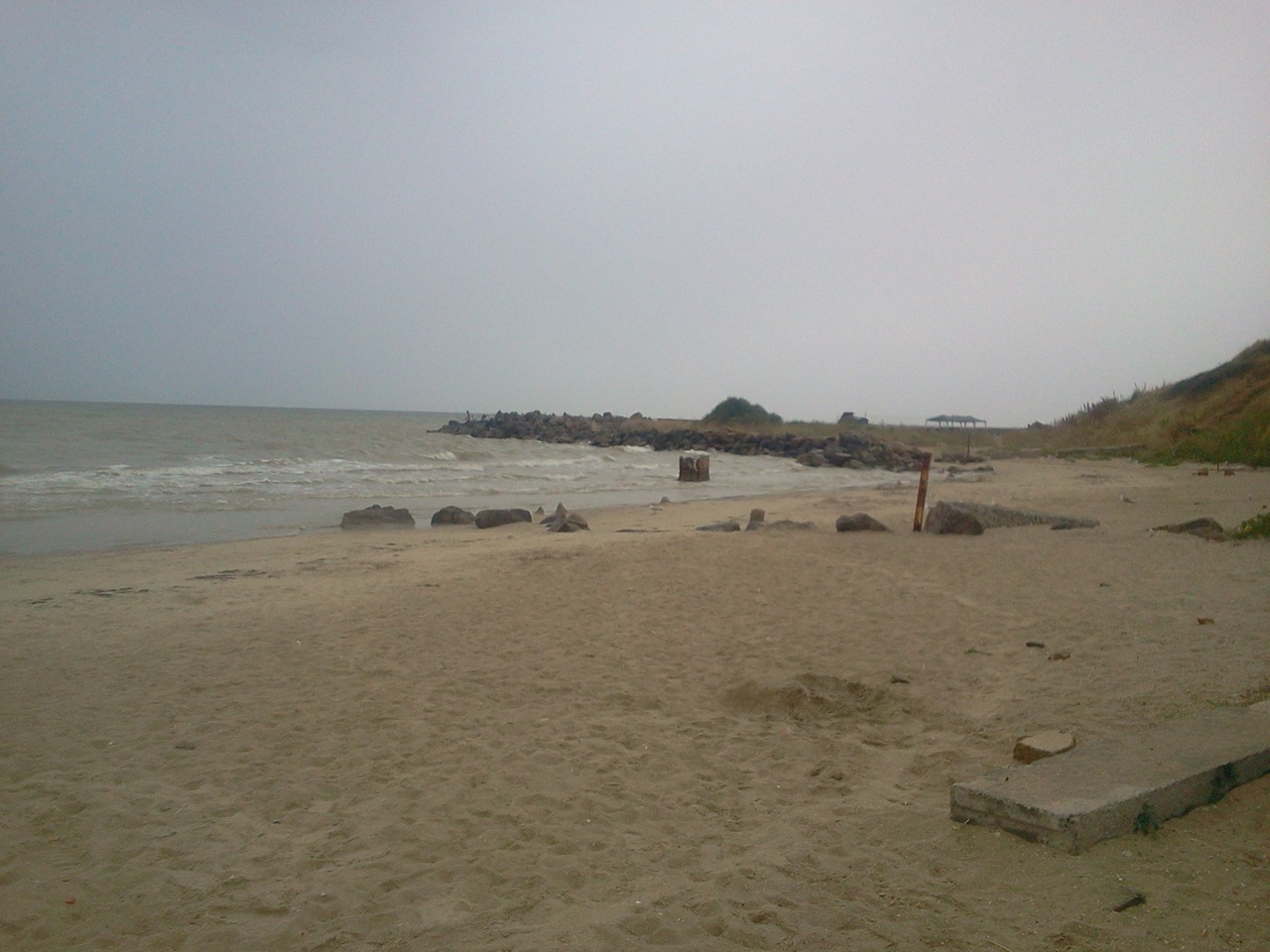
Пляж біля села Приморський Посад